# さきどり発進局
さきどり発進局（さきどりはっしんきょく）は、日本の女性アイドルグループ。2016年12月に「さきどり発信局」として結成され、2017年7月に「さきどり発進局」へ改名。2018年12月に解散した。

## 概要
カノウリョウがプロデュースし、「時代のトレンドをさきどりし、未体験のわくわくを発信していく」ことをコンセプトにした当時平均年齢15.6歳のアイドルグループで、全国各地から集まったメンバーで構成されていた。DJ金魚が音楽プロデューサーを務め、デヴィ夫人が衣装を手がけた。改名後は自動車情報サイト「MOBY」がプロデュースを行った。

## メンバー
| 名前                   | 愛称     | 生年月日（年齢）       | 出身地 | カラー | 趣味                                         |
| ---------------------- | -------- | ---------------------- | ------ | ------ | -------------------------------------------- |
| 神崎さら かんざき さら | さらぴよ | 2002年9月2日（22歳）   | 青森県 | 赤     | 自転車で旅をすること                         |
| 朝倉あい あさくら あい | あいみん | 1999年4月26日（25歳）  | 岡山県 | 青     | ダンスの振り付けを考えること・音楽を聞くこと |
| 西宮もえ にしみや もえ | もえるん | 2001年6月21日（23歳）  | 東京都 | 桃     | 音楽鑑賞                                     |
| 福田みゆ ふくだ みゆ   | みーたん | 2000年10月13日（24歳） | 千葉県 | 黄     | カラオケ・アニメを見ること                   |

### 旧メンバー
| 名前                 | 愛称     | 生年月日（年齢）      | 出身地 | カラー | 趣味               |
| -------------------- | -------- | --------------------- | ------ | ------ | ------------------ |
| 古坂みわ こさか みわ | みわわん | 2000年1月12日（25歳） | 埼玉県 | 紫     | 2017年11月22日脱退 |

## 略歴
2016年
- 12月28日より、さきどり発信局1stシングルリリース記念～今をさきどりワクワク発信ツアー～がスタートし、『ダイバーシティ東京プラザ2F フェスティバル広場』にてデビュー。[3]

2017年
- 2月4日、東京ドームシティ ラクーアガーデンステージには、衣装プロデューサーである、デヴィ夫人が登場した[4]。
- 3月21日、デビューシングル「It's a Show Time!」を発売。
- 7月1日に行われた1stワンマンライブで、「さきどり発信局」から「さきどり発進局」に改名した。
- 11月22日、古坂みわが、「規約違反による体調不良」を理由に脱退。

2018年
- 11月19日、同年12月28日をもって解散することを発表。
- 12月28日、全国ツアーファイナル終了、解散。「さきどり発進局全曲収録DLカード」を発売[5]。

## 作品
順位はオリコン週間ランキング最高位。

### シングル
1. It's a Show Time!（2017年3月21日、IDMN-001 & IDMN-002、22位）
  - 『musicるTV』3月度オープニング・テーマ[8]
2. 仮免デスティニー（2018年2月13日、FPJ-70001 & FPJ-70002）

## ライブ・イベント

### ライブ
- さきどり発信局のワクワク発信基地〜さきどりオニ退治編〜（2017年1月28日、表参道GROUND）- 初単独ライブ

### イベント
- 今をさきどりワクワク発信ツアー（2016年12月28日 - 2017年4月2日）
  - 2016年12月28日、ダイバーシティ東京 プラザ - お披露目イベント
  - 2017年2月4日、東京ドームシティ ラクーアガーデンステージ - ゲスト・デヴィ夫人
- 東京アイドル劇場（2017年2月25日、J SQUARE SHINAGAWA）単独イベント
- アイドルストーム×IDOL Pop'n Party（2017年3月19日、TOKYO FM HALL）
- 東京アイドル劇場（2017年3月26日、J SQUARE SHINAGAWA）